# Peter Bryan Wells

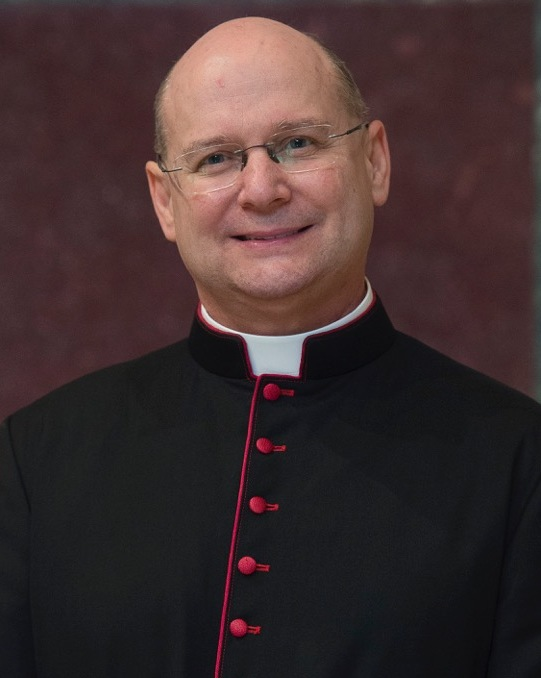
Peter Bryan Wells, 2017

Erzbischofswappen von Peter Bryan Wells

Peter Bryan Wells, selten auch Peter Brian Wells, (* 12. Mai 1963 in Tulsa, Oklahoma) ist ein US-amerikanischer Geistlicher, römisch-katholischer Erzbischof und Diplomat des Heiligen Stuhls.

## Werdegang
Peter Bryan Wells erlangte nach einem Studium der Philosophie am Saint Meinrad Seminary College der Erzabtei St. Meinrad in Indiana einen Abschluss im Fach Literaturwissenschaft. Das Studium der Katholischen Theologie an der Päpstlichen Universität Gregoriana in Rom schloss Wells 1990 mit dem Baccalaureato ab. Am 12. Juli 1991 empfing er in der Kathedrale Holy Family in Tulsa durch den Bischof von Tulsa, Eusebius Joseph Beltran, das Sakrament der Priesterweihe für das Bistum Tulsa. 1992 erwarb Wells nach weiterführenden Studien am Päpstlichen Institut „Johannes Paul II.“ für Studien zu Ehe und Familie in Rom ein Lizenziat im Fach Katholische Theologie. Während seiner Studienzeit in Rom war er Alumne des Päpstlichen Nordamerika-Kollegs.
Nach der Rückkehr in seine Heimat wirkte Wells als Pfarrvikar an der Kathedrale Holy Family in Tulsa sowie als Vikar für die religiöse Bildung und als persönlicher Sekretär des Bischofs von Tulsa, Edward James Slattery. Später setzte Wells seine Studien an der Päpstlichen Universität Gregoriana fort, an der er 1998 ein Lizenziat im Fach Kanonisches Recht erwarb und 1999 bei Brian Edwin Ferme mit der Arbeit An Historical and Canonical Study of the Ordination to the Roman Catholic Priesthood of Married Non-Catholic Ministers with Particular Reference to the „Pastoral Provision“, in June 1980 („Eine historische und kirchenrechtliche Studie über die Weihe verheirateter nichtkatholischer Geistlicher zum römisch-katholischen Priesteramt unter besonderer Berücksichtigung der ‚Pastoral Provision‘, Juni 1980“) in dieser Disziplin promoviert wurde. Parallel absolvierte er eine Ausbildung an der Päpstlichen Diplomatenakademie.
Am 1. Juli 1999 trat Wells in den diplomatischen Dienst des Heiligen Stuhls ein. Er war zunächst als Nuntiatursekretär an der Apostolischen Nuntiatur in Nigeria tätig, bevor er 2002 in die Sektion für Allgemeine Angelegenheiten des Staatssekretariats des Heiligen Stuhls wechselte. Papst Johannes Paul II. verlieh ihm am 30. Mai 2001 den Ehrentitel Päpstlicher Ehrenkaplan und Papst Benedikt XVI. im Jahr 2009 den Ehrentitel Päpstlicher Ehrenprälat. Papst Benedikt XVI. ernannte ihn am 16. Juli 2009 zum Assessor der Sektion für Allgemeine Angelegenheiten des Staatssekretariats. Ab dem 1. Dezember desselben Jahres gehörte Wells außerdem der Disziplinarkommission der römischen Kurie an. Vom 24. Juni 2013 bis zum 22. Mai 2014 fungierte Wells zudem als Sekretär der Päpstlichen Kommission für das Istituto per le Opere di Religione. Ferner leitete er ab 8. August 2013 den Ausschusses für finanzielle Sicherheit (italienisch Comitato di Sicurezza Finanziaria – CoSiFi) der Vatikanischen Finanzinformationsbehörde – ASIF.
Am 8. Februar 2016 ernannte ihn Papst Franziskus zum Titularerzbischof von Marcianopolis und zum Apostolischen Nuntius in Südafrika und Botswana. Am 13. Februar desselben Jahres wurde er zudem zum Apostolischen Nuntius in Lesotho und Namibia ernannt. Die Bischofsweihe spendete ihm der Papst persönlich am 19. März desselben Jahres im Petersdom. Mitkonsekratoren waren Kurienerzbischof Giovanni Angelo Becciu und Kurienkardinal Fernando Filoni. Wells wählte den Wahlspruch Misericordia et spes („Barmherzigkeit und Hoffnung“). Am 13. Juni 2016 wurde er zusätzlich zum Apostolischen Nuntius in Eswatini ernannt. Papst Franziskus bestellte ihn am 8. Februar 2023 zum Apostolischen Nuntius in Thailand und Kambodscha sowie zum Apostolischen Delegaten in Laos.

## Ehrungen und Auszeichnungen
- 5. Februar 2007:  Komtur des Verdienstordens der Italienischen Republik[13]
- 18. April 2015:  Großoffizier des Verdienstordens der Italienischen Republik[13]
- 5. Mai 2015:  Offizier des Sterns von Rumänien[14]

## Schriften
- An Historical and Canonical Study of the Ordination to the Roman Catholic Priesthood of Married Non-Catholic Ministers with Particular Reference to the „Pastoral Provision“, in June 1980. Pontificia Universitas Gregoriana, Rom 1999, OCLC 1203440254.